# 雷德蘭 (肯塔基州)
雷德蘭（英語：Reidland）是位於美國肯塔基州麥克拉肯縣的一個人口普查指定地區。

## 人口
根據2020年美國人口普查的數據，雷德蘭的面積為12.60平方千米，當中陸地面積為12.44平方千米，而水域面積為0.16平方千米。當地共有人口4526人，而人口密度為每平方千米359.21人。